# John E. B. Mayor
John Eyton Bickersteth Mayor (Ceylon, 28 gennaio 1825 – Cambridge, 1º dicembre 1910) è stato un latinista, grecista e attivista britannico.

## Biografia
Era il figlio del reverendo John Major e di Charlotte Bickersteth. La madre proveniva dalla nobile famiglia Bickersteth ed era la sorella di Henry Bickersteth, primo barone Langdale del reverendo Edward Bickersteth. Fu mandato in Inghilterra per essere educato alla Shrewsbury School e al St John's College di Cambridge. Era il fratello minore Joseph Bickersteth Mayor, presbitero anglicano, fellow del St John e primo redattore dell'associazione Classical Review.
Dal 1863 al 1867, Mayor fu il bibliotecario dell'Università di Cambridge, e, nel 1872, succedette a H. A. J. Munro nella cattedra di latino che detenne per ventotto anni. Il suo lavoro più noto è un'edizione che presentava tredici Satire di Giovenale, particolarmente ricca di citazioni illustrative. Il volume Bibliographical Clue to Latin Literature , edito nel 1875, sulla base del Grundriss zu Vorlesungen über die römische Litteraturgeschichte del classicista tedesco Emil Hübner, fu un valido strumento didattico per gli studenti dell'epoca. La sua opera di maggior successo, tuttavia, fu l'edizione critica della seconda Filippica di Cicerone.
Inoltre, fu il curatore delle seguenti opere: John Fisher, vescovo di Rochester; l'History of St John's College, Cambridge dell'atiquario Thomas Baker (1656-1740), pubblicata nel 1869; lo Speculum historiale de gestis regum Angliae 447–1066 di Riccardo di Cirencester, pubblicato dal 1863 al 1869; lo Schoolmaster di Roger Ascham, dato alle stampe nel 1883; il Latin Heptateuch (del 1889) e, infine, il Journal of Philology.
Secondo l'Enciklopedio de Esperanto, Mayor avrebbe appreso l'esperanto nel 1907 e poi tenuto un discorso storico contro i riformisti in occasione del congresso mondiale, svoltosi a Cambridge nello stesso anno.
Le sue spoglie riposano nella Parrocchia dell'Ascensione a Cambridge.

## Vegetarianismo
Nel 1883 succedette a Francis William Newman in qualità di presidente della Vegetarian Society.  Era astemio e rigidamente vegano, ma non tentò mai di imporre a qualcun altro il proprio regime alimentare.
Tre anni più tardi, pubblicò il volume What is Vegetarianism? al quale nel 1897 seguì la raccolta Plain Living and High Thinking comprensiva dei suoi scritti in tema di vegetarianesimo.

## Opere selezionate
- Nicholas Ferrar: Two Lives (1855)
- Early statutes of the College of St. John at Cambridge in the University of Cambridge (1859)
- History of the College of St. John the Evangelist, Cambridge (scritta con Thomas Baker, 1869)
- Bibliographical Clue to Latin Literature (1875)
- Modicus Cibi Medicus Sibi, Or, Nature Her Own Physician (1880)
- What is Vegetarianism? (1886)
- The Church and the Life of the Poor (1889)
- The Latin Heptateuch (1889)
- Thirteen Satires of Juvenal (1889)
- Plain Living and High Thinking (1897)
- Mercy, Not Curiosity, the Mother of Medicine (1898)
- Cambridge Under Queen Anne (1911)
- Twelve Cambridge Sermons (1911)